# شهرستان آلبانی (وایومینگ)
شهرستان آلبانی، وایومینگ (به انگلیسی: Albany County, Wyoming) یک سکونتگاه مسکونی در ایالات متحده آمریکا است که در وایومینگ واقع شده‌است.

## خصوصیات
شهرستان آلبانی ۱۱٬۱۶۰٫۳۲ کیلومترمربع مساحت دارد.